# Rosalie Abella
Pour les articles homonymes, voir Abella (homonymie).
Rosalie Silberman Abella , née le 1er juillet 1946, est une magistrate canadienne. Elle est juge puînée de la Cour suprême du Canada de 2004 à 2021. Elle a été nommée à ce poste par l'ancien premier ministre libéral Paul Martin.

## Approches en droit constitutionnel
Parmi les juges de la Cour suprême, la juge Abella a adopté une attitude plus interventionniste eu égard à la Charte canadienne des droits et libertés. Elle fait preuve de moins de déférence à l'égard du législateur. Dans les faits, il y a peu de désaccords entre les juges de tous les courants de pensée quant à savoir si un droit de la Charte est violé ou non ; là où les divergences apparaissent, c'est dans la détermination de la justification de la violation du droit en vertu de l'article 1 de la Charte.   
Dans l'application du test Oakes de la l'article 1 de la Charte, elle tend à considérer que compte tenu de l'importance des droits, très peu de raisons justifient une violation de la Charte, ce qui tend à la faire classer dans le camp des juges progressistes. Cette attitude s'apparente à la théorie de la priorité des droits de Ronald Dworkin dans son ouvrage Prendre les droits au sérieux.
Voici quelques exemples de cette approche moins déférente de la Charte : 
- Dans l'affaire Québec (Procureur général) c. A[5], elle rend un jugement dissident où elle considère que  non seulement l'article 585 du Code civil du Québec[6] viole l'article 15 de la Charte canadienne des droits et libertés[7], mais qu'il n'est pas justifié en vertu du principe de l'atteinte minimale de l'article 1. La juge en chef Beverley McLachlin croyait quant à elle qu'il y avait une justification en vertu de l'article premier.

- Dans l'affaire Alberta c. Hutterian Brethren of Wilson Colony[8], elle estime dans une dissidence que la restriction imposée par le gouvernement albertain à la communauté des Huttérites est inconstitutionnelle car non conforme à l'article 1 de la Charte.

- Dans l'arrêt Multani c. Commission scolaire Marguerite-Bourgeoys[9], elle rend un jugement concordant quant au résultat, mais distinct quant à l'application de l'article 1 de la Charte. Elle juge qu'en l'espèce, après avoir constaté une violation de la liberté de religion, il n'est pas nécessaire de passer à travers le test Oakes de l'article 1 de la Charte car selon elle, la règle de la commission scolaire interdisant le kirpan n'est pas une règle de droit au sens de l'article premier de la Charte[10].

## Vie personnelle
Elle est veuve de l'historien Irving Abella (1940-2022) qu'elle avait épousé en 1968.